# Nation sans État
Les nations sans État sont des communautés humaines qui, quoique possédant des caractéristiques culturelles ou identitaires associées habituellement à une nation, ne disposent pas d'un État propre. Dans beaucoup de cas, elles ne sont pas reconnues officiellement comme des communautés différentes. Les nations sans État sont donc comprises dans des États où la nation prédominante est différente, ou réparties entre des divers États.
Il faut ajouter à cela que le concept même de nation est arbitraire et dépendra de l'émetteur même de la définition. Les agents intéressés à en produire une définition sont généralement les mêmes agents qui sont impliqués dans cette définition, c'est-à-dire les nationalistes eux-mêmes. Selon Hobsbawm, « la nation telle qu'elle est conçue par le nationalisme peut être reconnue à titre prospectif, alors que la nation réelle ne peut être reconnue qu'a posteriori ».

## Définition
La reconnaissance officielle des nations sans État est très variable. Dans certains États, on parle ouvertement de nations ou de nationalités, et dans quelques cas, celles-ci ont obtenu des structures administratives ou de gouvernement propres. Dans d'autres cas, la diversité nationale n'est pas bien vue, et l'État entend alors défendre l'uniformité nationale.
La définition d'une nation sans État peut être subjective. D'une part, vivent souvent ensemble sur un même territoire des personnes avec des sentiments nationaux très différents. D'autre part, déterminer le territoire exact d'une nation peut s'avérer difficile. En général, les nations sans État remplissent, au moins, l'un des trois critères suivants :
- Reconnaissance officielle de la part de l'État comme communauté nationale, nationalité ou similaire.
- Présence de traits culturels ou linguistiques bien définis et différents de ceux majoritaires dans le reste de l'État.
- Existence d'un mouvement culturel ou politique qui en revendique l'existence.

## Précédents historiques deNations sans État
Certaines Nations sans État ont pu dans l'histoire construire leur propre État, notamment les nations ayant subi le colonialisme ont pu à la sortie de celui ci construire leur propre État souverain.
Par exemple : 
- Les Irlandais par la guerre d'indépendance irlandaise
- Les Juifs par le plan de partage de la Palestine

### Sources
- (en) Cet article est partiellement ou en totalité issu de l’article de Wikipédia en anglais intitulé « Stateless nation » (voir la liste des auteurs).

- (es) Cet article est partiellement ou en totalité issu de l’article de Wikipédia en espagnol intitulé « Nación sin Estado » (voir la liste des auteurs).